# Podlesí (Neustupov)
Podlesí je vesnice v okrese Benešov, je součástí obce Neustupov. Nachází se 1,5 km na jihozápad od Neustupova, pod vrcholem Mezivrata. Je zde evidováno 21 adres. Součástí je i samota Frejdovka. Podlesí leží v katastrálním území Neustupov.

## Historie
První písemná zmínka o vesnici pochází z roku 1406.

## Další fotografie

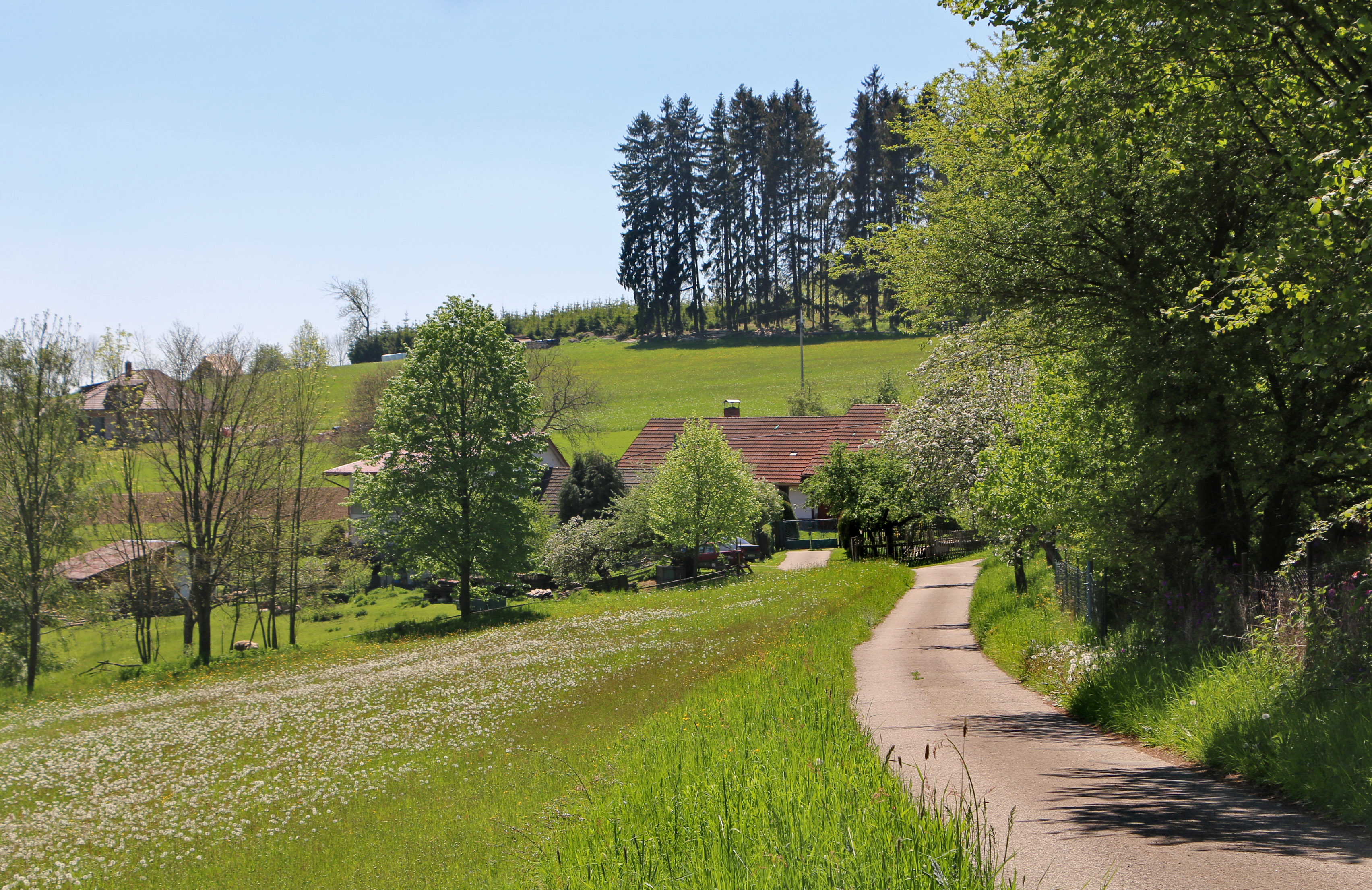
Západní část vesnice
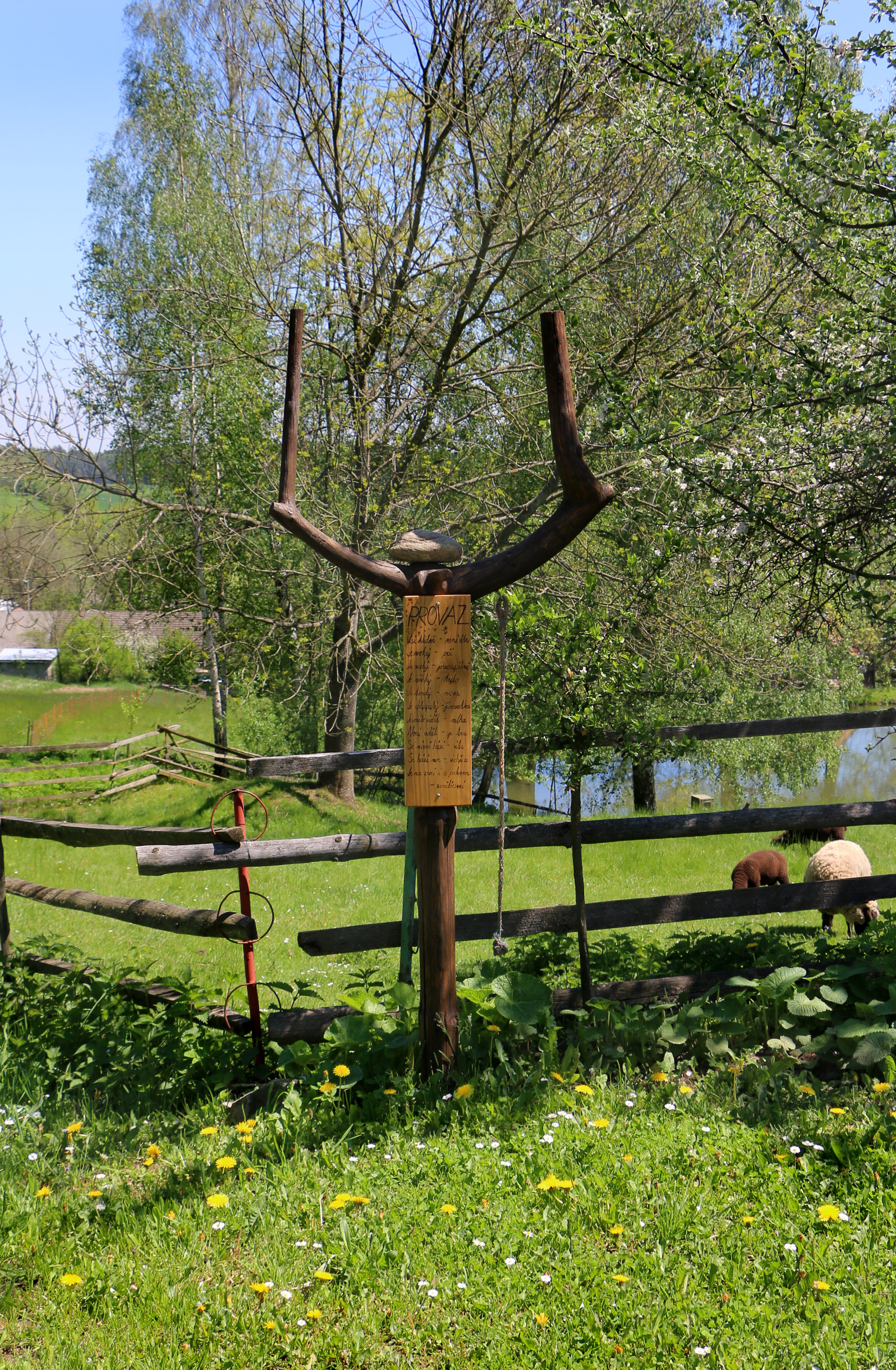
Lidová meteorologická stanice
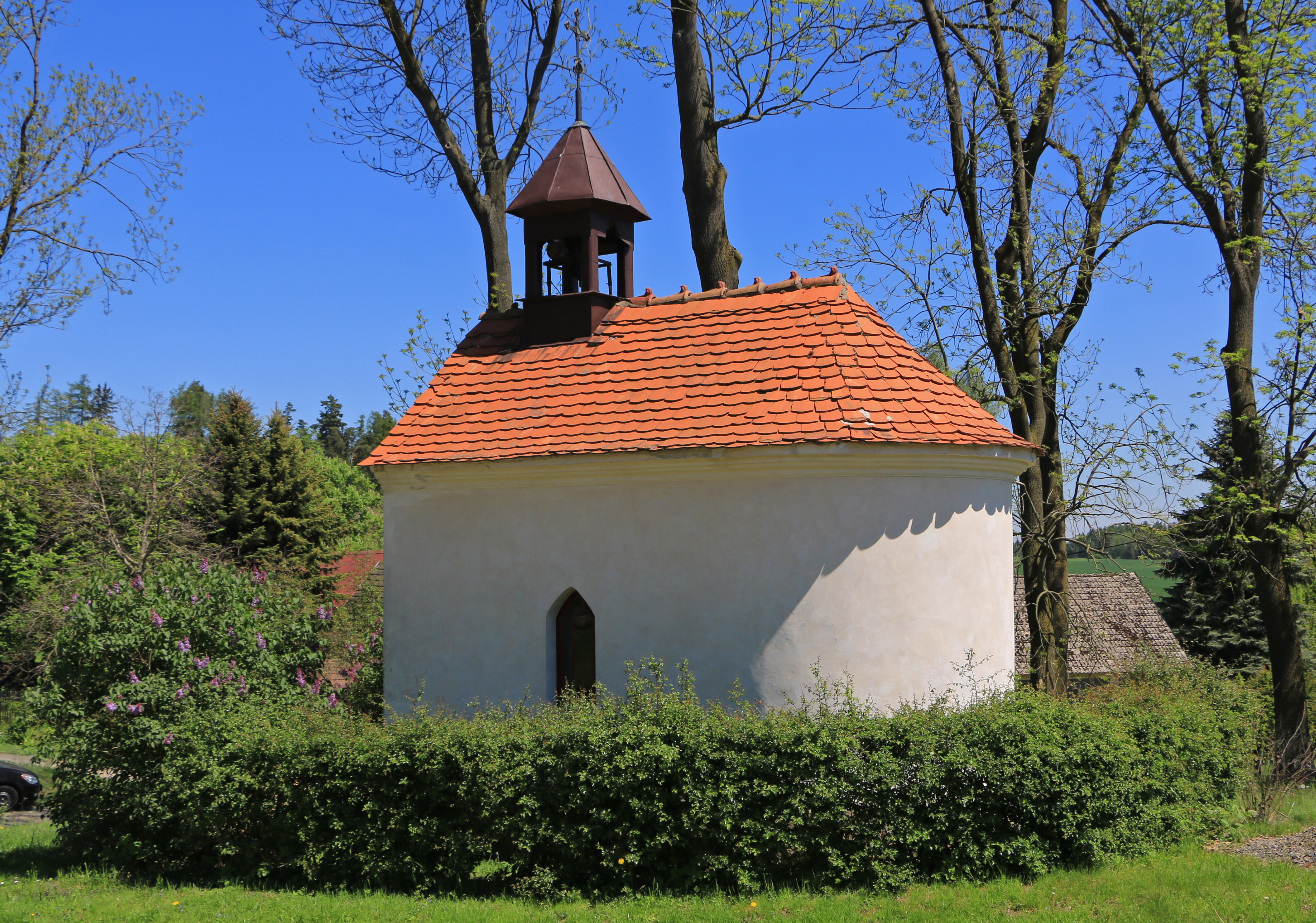
Kaple
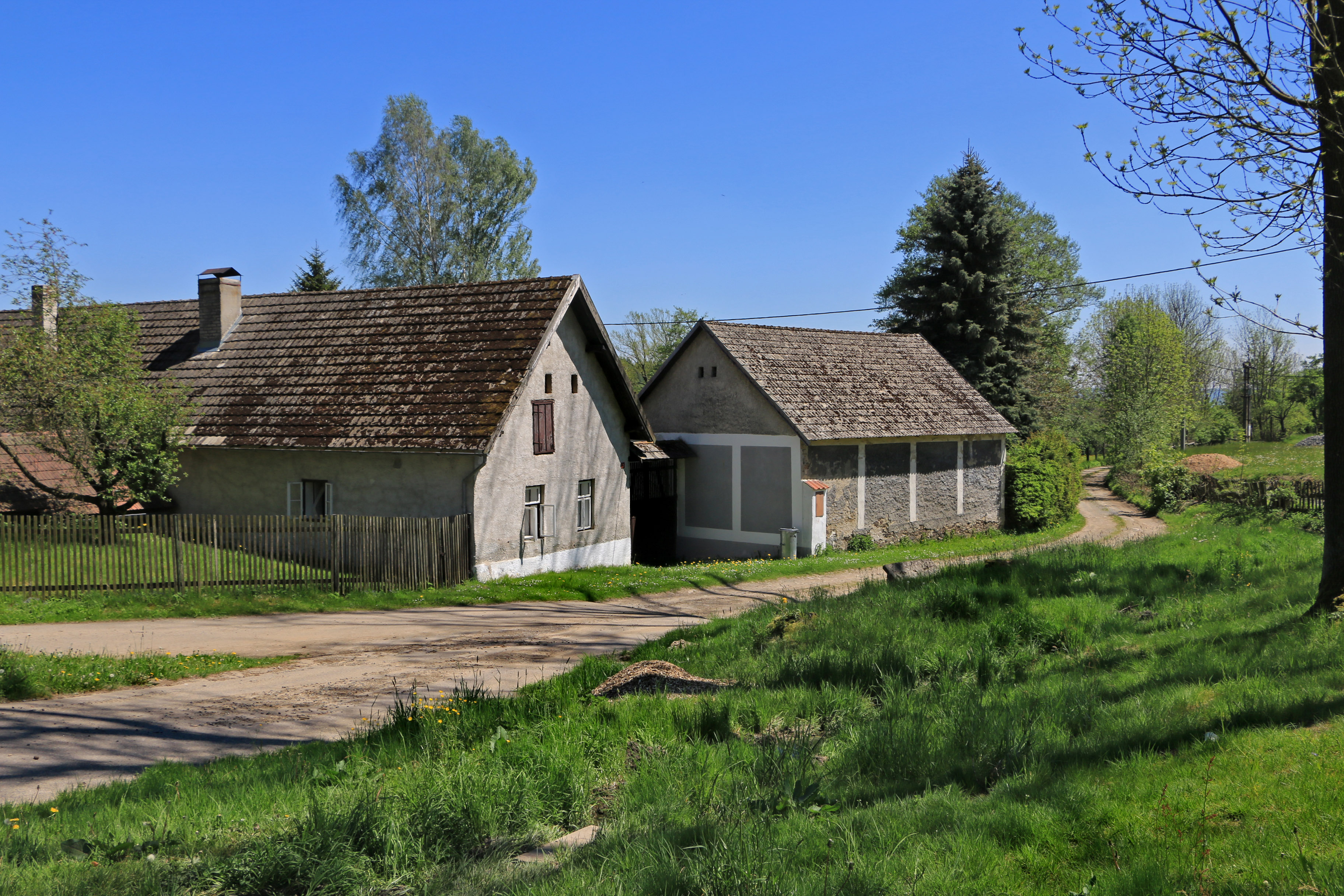
Dům na návsi